# Eocarcinidae
Eocarcinidae is een monotypische uitgestorven familie van de superfamilie Eocarcinoidea uit de infraorde krabben en omvat als enige geslacht:
- Eocarcinus  † Withers, 1932